# Red Blood and Yellow
Pour plus de détails, voir Fiche technique et Distribution.
Red Blood and Yellow est un film muet américain réalisé par Jess Robbins et Gilbert M. Anderson et sorti en 1919.

## Fiche technique
- Titre : Red Blood and Yellow
- Réalisation : Jess Robbins, Gilbert M. Anderson
- Scénario : Gilbert M. Anderson
- Photographie :
- Montage :
- Producteur : Gilbert M. Anderson
- Société de production : Golden West Producing Company
- Société de distribution : William L. Sherry Service
- Pays de production :  États-Unis
- Langue : film muet avec les intertitres en anglais
- Format : Noir et blanc — 35 mm — 1,33:1 — Muet
- Genre : Western
- Durée : 20 minutes
- Date de sortie :
  - États-Unis : février 1919

## Distribution
- Gilbert M. Anderson : Jack / Jim
- Fred Church : Lightning Curley
- Florence Lee : Ruth Dawson
- Joy Lewis : la mère de Jack et Jim